# Данішовці
Данішовце (словац. Danišovce) — село в окрузі Спішска Нова Вес Кошицького краю Словаччини. Площа села 4,3 км². Станом на 31 грудня 2015 року в селі проживало 552 жителі.

## Історія
Перші згадки про село датуються 1287 роком.

## Населення
| Рік:            | 1994. | 2004.    | 2014.    | 2024.   |
| --------------- | ----- | -------- | -------- | ------- |
| Кількість осіб: | 326   | 454      | 555      | 558     |
| Різниця:        |       | +39,26 % | +22,24 % | +0,54 % |

| Рік:            | 2023. | 2024.   |
| --------------- | ----- | ------- |
| Кількість осіб: | 563   | 558     |
| Різниця:        |       | -0,88 % |